# 蒲生 (北九州市)
蒲生（がもう）は、福岡県北九州市小倉南区の地名。一部住居表示実施済みであり、住居表示実施済み区域の蒲生一丁目から四丁目と未実施区域である大字蒲生が置かれる。郵便番号は大字蒲生・蒲生一～四丁目ともに802-0978。

## 地理
紫川西岸に位置し、北で小倉北区熊谷・南丘、東で北方、南で徳力本町・南方・下南方・高野、西で大字長行・八幡東区小熊野、北西で小倉北区山田町と隣接する。住居表示実施済み区域は紫川沿いの低平地が中心で、居住者が少ない山地は大半が大字である。また山地の影響で、皿倉山が見通せないところも多く、テレビジョン放送受信用のアンテナについてはデジタル化されても区内にある中継局の吉田・呼野に向けている世帯も少なくない。現在住居表示区域を貫く福岡県道63号長行田町線の拡幅工事が断続的に進められている。

### 山岳
- 鷲峯山（わしみねさん） - 平和観音像が置かれる山頂は小倉北区熊谷にあたる。

### 河川
- 紫川

## 歴史
1889年（明治22年）4月1日の町村制施行の際、北隣に位置する今村（現小倉北区今町・南丘）などとともに「企救郡西紫村」（きくぐん・にしむらさきむら）となったが、その今村とともに1908年（明治41年）4月1日の西紫村解体に際しては、地域の西側が山に囲まれ村域他地区との行来に難があった事情から、企救村（きくむら）に編入された後、企救町→小倉市→北九州市小倉区と変遷した。
1974年（昭和49年）4月1日の小倉南北分区にあたっては、旧・今村が北区とされ、西紫村廃村以来66年ぶりに合流を果たしたものの、蒲生だけは南区とされ、取り残される結果となった。この背景には、現在のNTTの回線網及び郵便事業会社の担当区割が蒲生のみ徳力と同じ区域に位置付けられたことも影響する。但し小倉北区の小中学校（北九州市立南丘小学校、北九州市立南小倉中学校）の学区に属する部分もある。

## 施設
- 北九州市立大学青嵐グラウンド
- 株式会社キタニ - スーパー・コンビニ向け野菜のカット加工・販売業
- 専教寺 - 浄土真宗本願寺派の仏教寺院。
- 医療法人財団小倉蒲生病院 - 小倉南看護専門学校を併設。理事長の西島英利は参議院議員を1期務めた。
- 蒲生八幡神社 - 「小倉一の宮」を謳う長い歴史を有する神社。「かもう」と読む。
- 鷲峰山大興善寺- 曹洞宗の仏教寺院。
  - 2004年4月に死去した当時の住職が寺院敷地内に幼稚園を開設、今に至る。
  - また近隣地で大規模霊園「ニューメモリアルパーク小倉霊園」を開発。現在運営は民間法人に委ねている。